# Schronisko PTTK „Pasterka”
Schronisko PTTK „Pasterka” – schronisko PTTK w miejscowości Pasterka, w Sudetach Środkowych, w Górach Stołowych, w województwie dolnośląskim.
Schronisko położone jest na wysokości 700 m n.p.m., na terenie Parku Narodowego Gór Stołowych, w północno-zachodniej części Gór Stołowych u stóp Szczelińca Wielkiego (919 m n.p.m.).
Powstało w latach 60. XX w. w budynku dawnej strażnicy WOP. Sam budynek pochodzi z 1926 roku. W roku 2010 zostało gruntowanie wyremontowane. W dotychczas niezagospodarowanych piwnicach powstały pomieszczenia rozrywkowe i wypożyczalnia nart biegowych. Na strychu urządzono salę koncertową.
Schronisko usytuowane jest przy szlaku turystycznym łączącym Góry Stołowe po obu stronach granicy polsko–czeskiej. Przez Pasterkę przechodzą szlaki turystyczne do Kudowy-Zdroju (przez Błędne Skały) oraz do Karłowa. Spod schroniska rozpościera się panorama Szczelińca Wielkiego i Szczelińca Małego.
Pasterka zajęła czwarte miejsce w II rankingu polskich schronisk górskich PTTK, ogłoszonym w sierpniu 2011 przez pismo N.p.m..

## Szlaki turystyczne
- z Kudowy-Zdroju do Karłowa

## Galeria

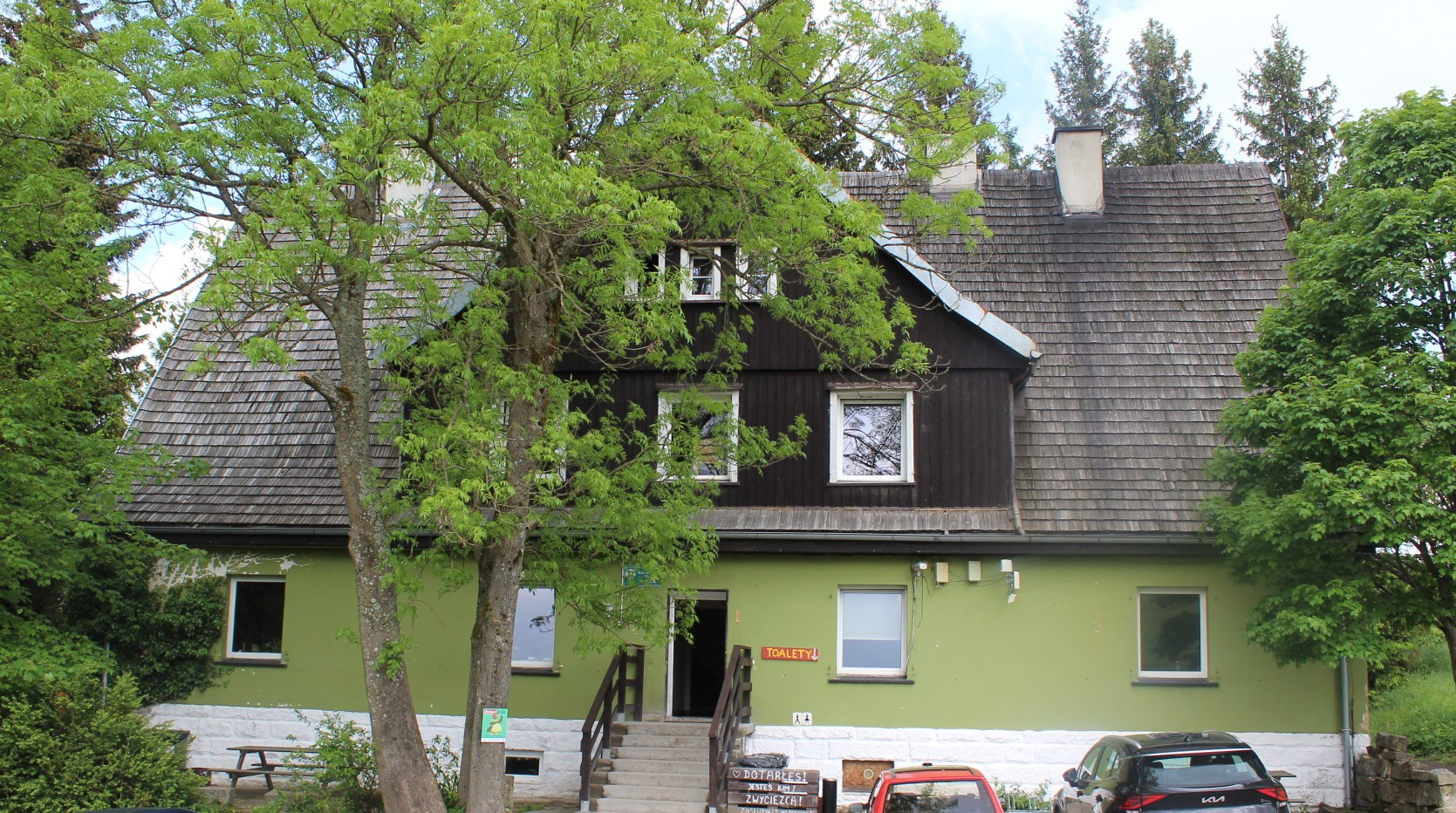
Budynek schroniska
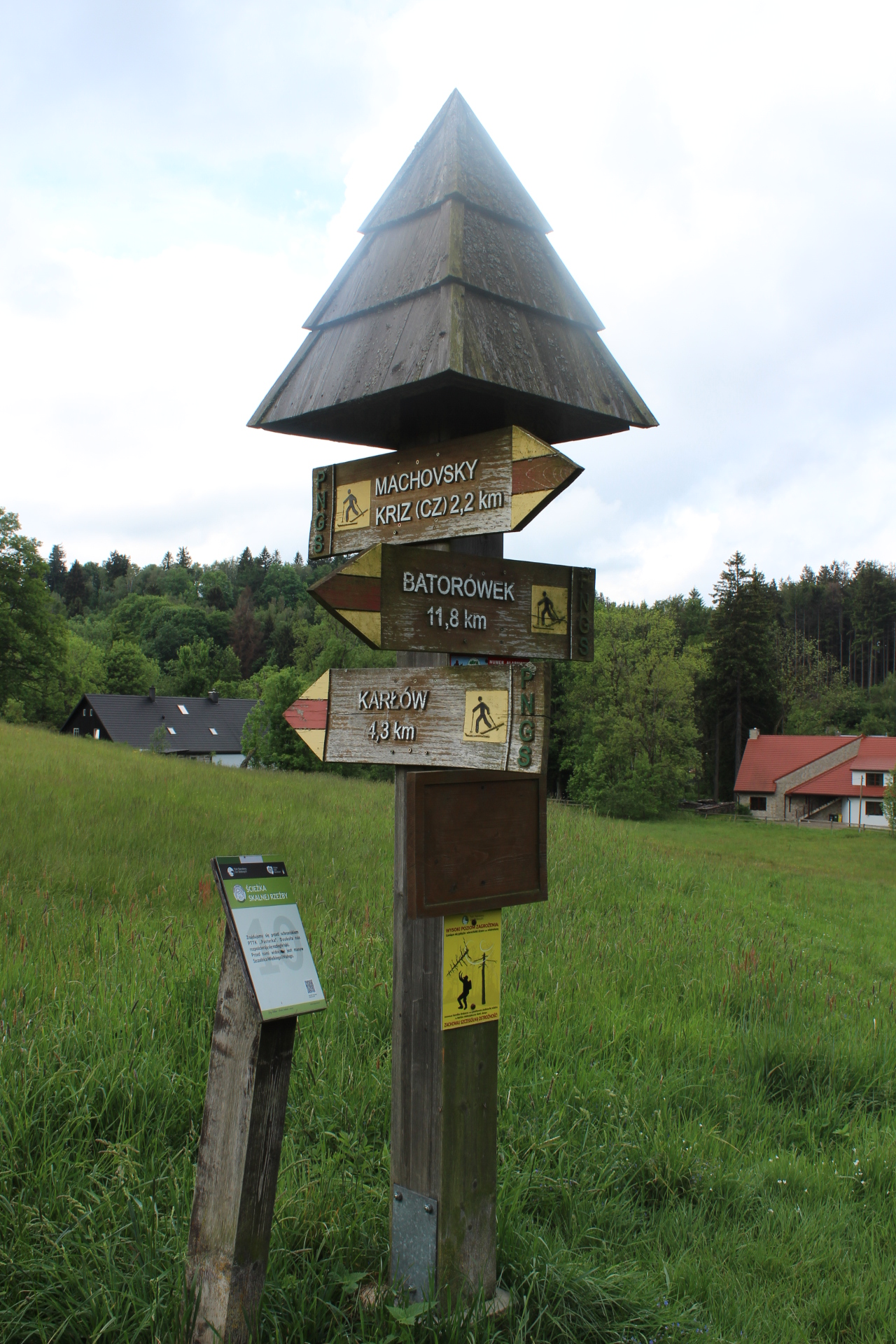
Drogowskazy przy schronisku